# Thiaucourt-Regniéville
Thiaucourt-Regniéville è un comune francese di 1 232 abitanti situato nel dipartimento della Meurthe e Mosella nella regione del Grand Est.

## Società

### Evoluzione demografica
Abitanti censiti